# Малое Нагаткино
Малое Нагаткино — село Цильнинского района, Большенагаткинское сельское поселение.  

## География
Расположено в долине р.Бугурна (быв. Баркля) в 13 км к северо-западу от районного центра Большое Нагаткино.  

## Название
Первоначально это село называлось «Новая Нагатка», затем «Бугурна» (Богурна), по названию реки. С 1831 года переименовано в «Нагаткино», с 1834 года — в «Новое Нагаткино», в 1878 году, с появлением церкви, — в «Малое Нагаткино». 

## История
Село Малое Нагаткино поселено на земле, пожалованной во второй половине XVII века синбиренину Степану Степановичу Нагаткину и назвал сельцо Новая Нагатка.
В 1780 году, при создании Симбирского наместничества, деревня Другая Бугурна, однодворцев, помещиковых крестьян, вошла в состав Симбирский уезд.
Александр Васильевич Русенев из села Покровское при своей усадьбе построил вторую деревянную церковь, но в 1877 году подарил в село Малое Нагаткино, Больше-Цыльнинской волости.
Храм деревянный, построен в 1878 году. Престолов в нём три: главный — во имя свв. бессребряников и чудотворцев Космы и Демьяна, в приделах — в честь Успения Пресвятой Богородицы и — во имя Архистратига Божьего Михаила.
В 1924 г. в селе был образован сельский совет. 
В 1929 г. из 17 хозяйств образован колхоз «Великий перелом», впоследствии колхоз переименовали в «колхоз им. Володарского», затем — в «Рассвет».
В 1966 г. построена восьмилетняя школа, в 1976 г. школа стала полной средней с девятилетним обучением. В 1989 г. школа стала средней.   

## Население
В 1780 году 239 ревизских душ. 
В 1859 году в сельце было 70 дворов, в которых проживало 302 мужчины и 315 женщин. Имелся конный завод. 
В 1913 году в селе М. Нагаткино (Богурна) было 146 дворов, 920 жителей (русские), деревянная Козьмодемьянская церковь (1878), церковно-приходская школа (1884). 
В 1996 население — 371 человек. 
В 2009 году — 335 жителей (русские, чуваши).
В настоящее время в с. Малое Нагаткино в 119 дворах проживает 319 человек.

## Инфраструктура
ТОО «Рассвет» (бывший колхоз «Рассвет»), школа, ДК, детсад, дом механизаторов, магазин, медпункт, отделение связи, отряд пожарной охраны, столовая. 